# Pařezová chaloupka (Němčovice)
Pařezová chaloupka je netradiční čekárna autobusové zastávky na okraji vsi Němčovice na Rokycansku, která je inspirována chaloupkou z pohádkového animovaného seriálu Pohádky z mechu a kapradí.

## Pozadí nápadu
Při rekonstrukci silnice silnice II/232 v úseku Břasy–Liblín v roce 2017 byla posunuta a nově upravena místní autobusová zastávka, aby obsahovala zálivy a chodník. Dosavadní vysloužilá plechová čekárna byla odstraněna a obec Němčovice měla být investorem výstavby čekárny na novém místě.
V daném úseku silnice jezdí auta rychle, podle odhadů některá i 120 km/h, někteří motorkáři jezdí na zadním kole, za hodinu projede i 90 kamiónů. Na přilehlé křižovatce došlo k řadě dopravních nehod. Starosta obce Karel Ferschmann proto přišel s nápadem postavit namísto obvyklé autobusové čekárny pařezovou chaloupku z pohádek Václava Čtvrtka. Do čekárny v atraktivní podobě pařezové chaloupky vkládala obec naději, že bude sloužit jako zpomalovač dopravy, což se splnilo už v průběhu její výstavby. Obyvatelé obce myšlenku svébytné zastávky přivítali.

## Návrh a stavba
Vzorem pro podobu čekárny se staly kresby pařezové chaloupky výtvarníka Zdeňka Smetany, který byl autorem výtvarné podoby známého večerníčku o Křemílkovi a Vochomůrkovi. Obec při výstavbě dbala na zachování poměrů, dalším kritériem bylo, aby vše bylo nakřivo. Němčovičtí přicházeli s nápady na vylepšení jako např. automatické přehrávání hudby z večerníčku při vstupu.

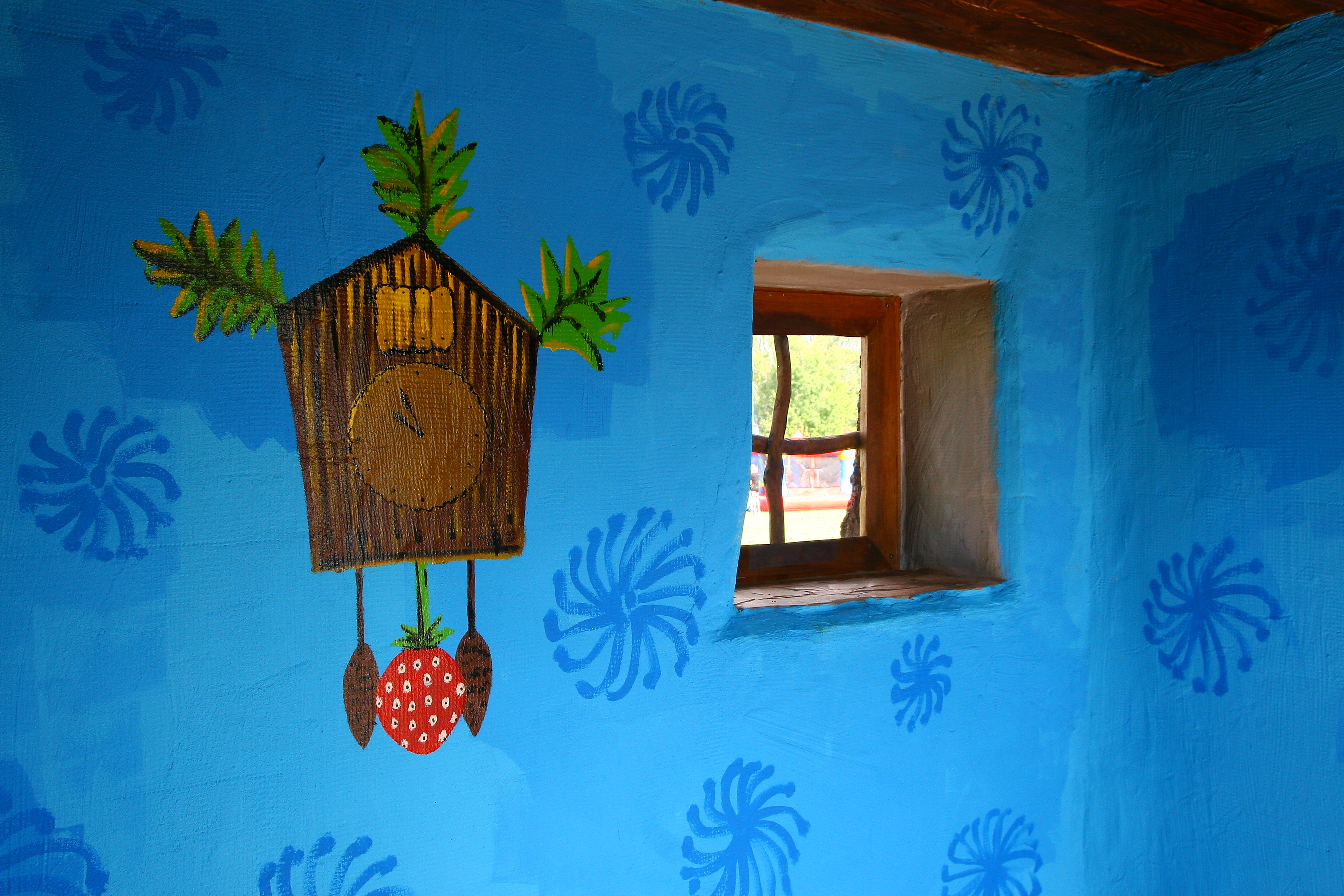
Interiér čekárny s kresbou kukaček a jedním z oken

Pařezová chaloupka je vybudována z pórobetonových tvárnic, které jsou zbroušeny do tvaru obřího pařezu stromu. Chaloupka dosahuje do výšky 5,2 m při základně o rozměrech přibližně 4 × 5 metrů. V přízemí je jeden vchod s obloukem bez dveří a několik drobných zasklených oken, v prvním patře je malé okénko s výhledem na přilehlé fotbalové hřiště. Na průčelí je umístěn znak obce a drobné světlo. Střecha je rozložitá a po stranách významně přesahuje základnu čekárny. Střechu podepírají velké dubové větve vybíhající z bočních zdí čekárny. Na levé straně střechou prochází křivý komín. Interiér je modře vymalovaný dle pohádkové předlohy i se šmouhami, na zdi jsou namalované hodiny kukačky, pod kterými je dřevěná lavice. Betonová fasáda má povrch upraven do podoby rozpraskané kůry a je tmavě hnědě natřená. Pařezovou chaloupku doplňují dubové postavičky skřítků Křemílka a Vochomůrky od jičínského řezbáře Ivana Šmída s ručně pletenými šálami. Při zdech jsou zvenku osázené skalničky a kapradí, nechybí ani mech.
Na stavbě pracovali obyvatelé obce brigádně, na konci října 2018 byla dokončena hrubá stavba se střechou, v březnu 2019 dostávala chaloupka finální podobu. Část materiálu získala obec darem, někteří řemeslníci se vzdali honoráře. Náklady na výstavbu měly podle odhadu na podzim 2018 přesahovat sto tisíc korun, při slavnostním otevření byly odhadnuty v rozmezí 100–120 tisíc Kč. Pro srovnání náklady na umístění unifikované budky by přesáhly podle starosty Ferschmanna 150 tisíc Kč.

## Otevření

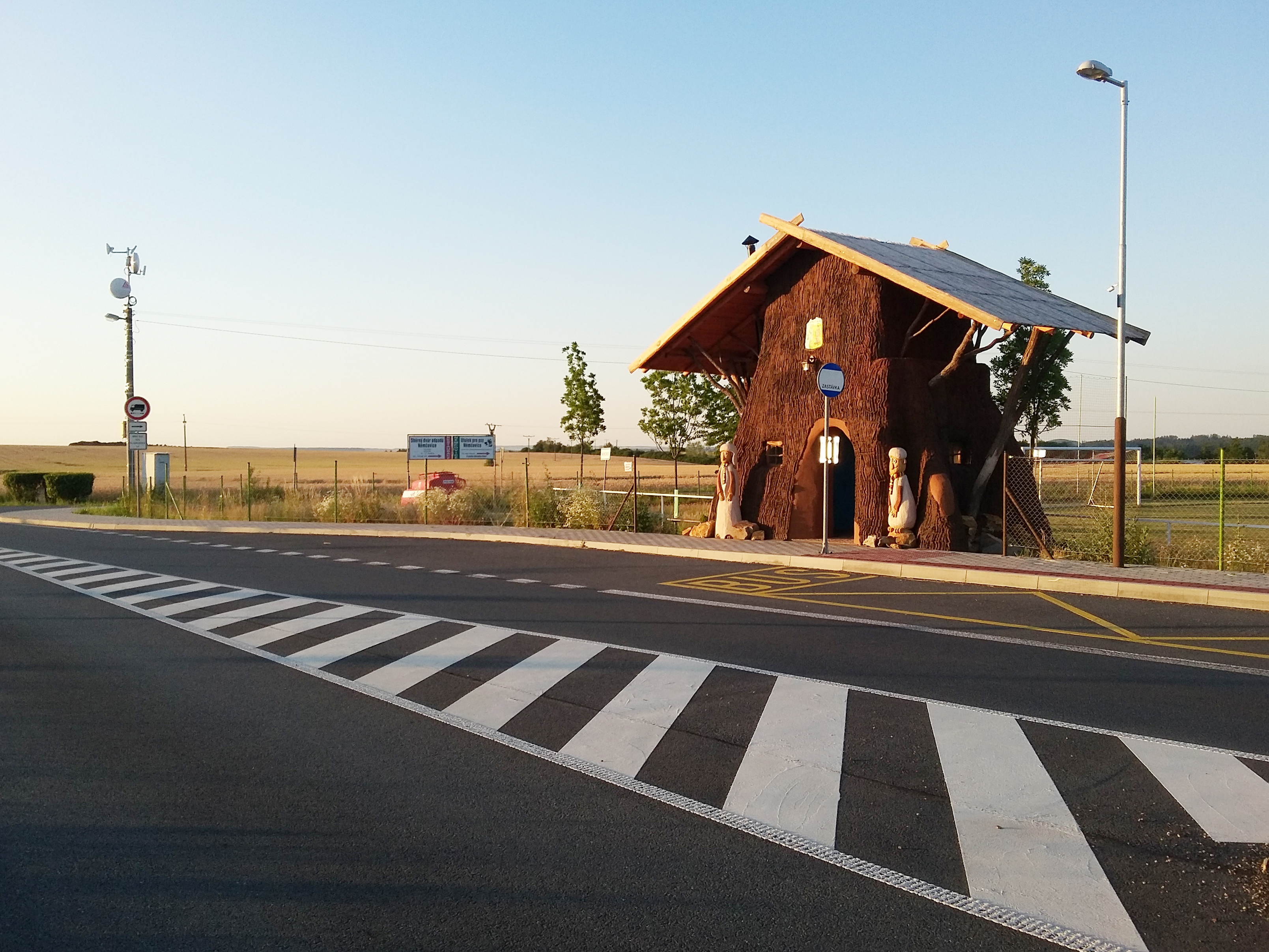
Zastávka s čekárnou

Pohádková čekárna byla slavnostně otevřena při příležitosti místní oslavy Dne dětí 2. června 2019 za účasti několika set lidí. Podle slov starosty Ferschmanna stavbu a otevření více prožívali dospělí než děti, což si vysvětluje stářím seriálu, na kterém dnešní dospělí vyrůstali. Herečka Jiřina Bohdalová, která postavy Křemílka a Vochomůrky v seriálu namluvila, si zastávku prohlédla na konci června při natáčení reportáže pro pořad Hobby naší doby. Média ji v den otevření pasovala na nejfotografovanější a možná i nejfotogeničtější autobusovou zastávku v Česku, již předtím byla označována za jednu z nejoriginálnějších zastávek v Plzeňském kraji. Obec přihlásila zastávku do soutěže Stavba roku Plzeňského kraje 2019 v kategorii Sportovní a volnočasové stavby, zastávka ocenění nezískala. Zastávka se po svém otevření stala turistickou atrakcí a cílem výletů.

## Úprava okolí
Od výstavby čekárny došlo k dalším změnám pro větší bezpečnost chodců: zastávky jsou osvětlené, ve vozovce přibyl ostrůvek pro bezpečné přecházení silnice, dodržování omezení rychlosti sleduje radar.